# Carn d'ovella

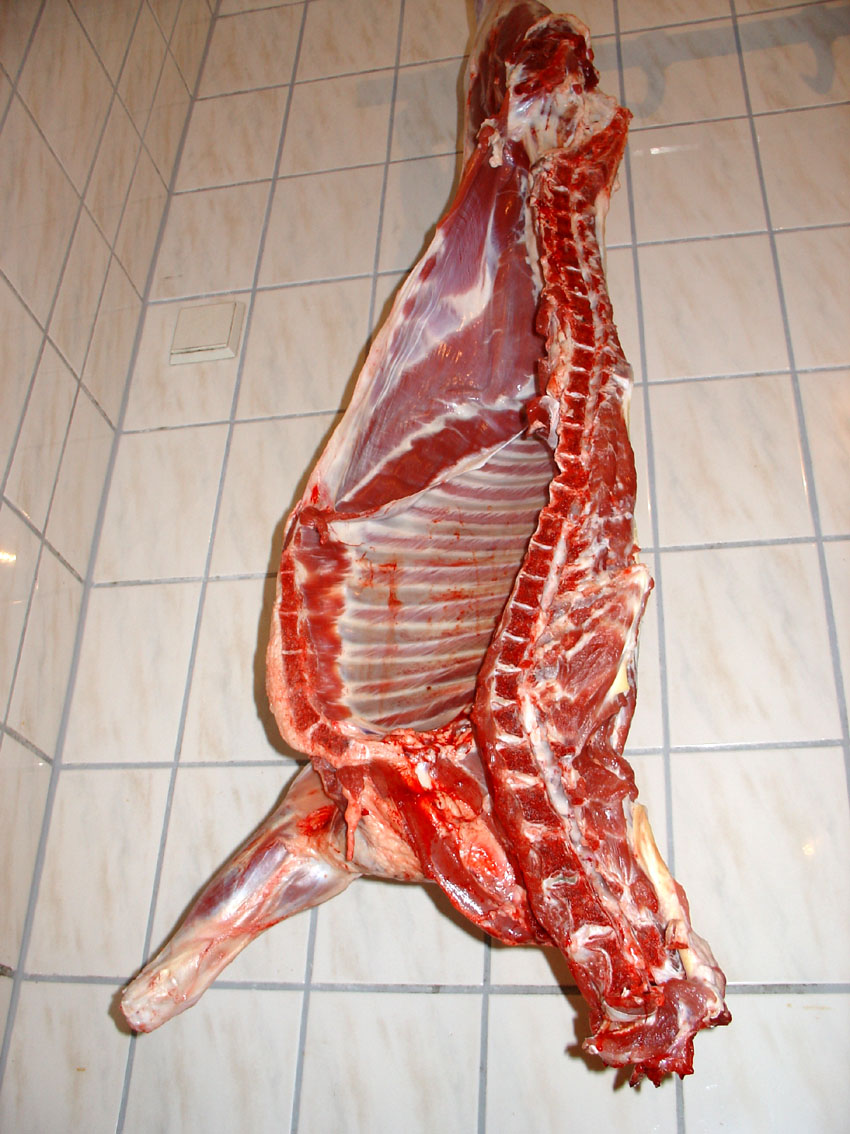
Mitja ovella

La carn d'ovella és la carn de l'ovella domèstica (Ovis aries) i es consumeix com a aliment en moltes zones geogràfiques del món. Com la carn de vedella i altres carns vermelles, és rica en proteïnes i greixos.
La carn d'ovella i moltó es consumeix molt a Turquia, als Balcans, a l'Orient Mitjà, Síria, l'Iraq, el Caucas del Sud (Armènia, Azerbaidjan, Geòrgia i l'Iran) i a Espanya. Altres països amb un consum important de carn d'ovella són Argentina, Austràlia i Nova Zelanda.
La carn d'ovella és un producte bàsic d'importància mundial. La carn d'ovella prové d'una àmplia gamma de sistemes de producció que en poden determinar la qualitat muscular, la composició de la carn i les característiques nutricionals. És rica en diverses vitamines, minerals i àcids grassos poliinsaturats essencials. La ramaderia i la nutrició animal acompleixen un paper important a l'hora de millorar la carn d'ovella i garantir que conservi la qualitat, des de la granja i el processament, fins a arribar al consumidor.
Des del punt de vista nutricional, la carn de xai és carn vermella i destaca pel seu alt nivell en proteïnes de qualitat i d’un alt valor biològic, ja que aporta els aminoàcids necessaris per al correcte funcionament de l'organisme. Els principals components d’aquesta carn són l’aigua, les proteïnes i els greixos (el 50% saturats i la resta insaturats –àcid oleic-). Destaca també pel seu contingut en vitamines com tiamina, riboflavina, niacina, B6 i B12, i també conté minerals com el ferro d’alta disponibilitat, el fòsfor i el zinc. Tot i que en una dieta equilibrada es pot incloure la carn vermella, com la de l'ovella i el xai, es recomana que la ingesta sigui com a màxim 1 o 2 cops a la setmana, pel seu contingut en greixos saturats i colesterol, i encara amb més cura en cas de dietes hipocalòriques i en persones amb malalties cardiovasculars entre d'altres.

A la cuina, la carn de xai es presta a una àmplia varietat de preparacions depenent de la peça de l’animal que es cuini: cuixa i espatlla per a elaborar rostits, la falda, el pit i el coll per a elaborar guisats i les mitjanes i costelles per a la graella. És un aliment molt versàtil i que admet un ampli ventall de combinacions amb altres aliments de temporada.

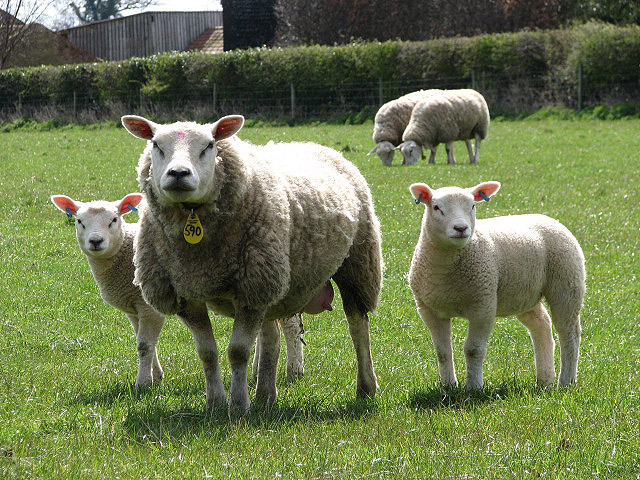
Ovella de la raça Texel

L’ovella es cria per a la carn o per a la llana, o bé per ambdues coses alhora i també per la llet en algunes races. El mascle és anomenat moltó i marrà, mentre que el mascle castrat i engreixat s'anomena marranís. L'exemplar jove s'anomena xai o anyell fins als 12 mesos, o bé corder si ha passat de l'any. S'anomenen ovelles tots els representants de l’espècie siguin del gènere mascle o femella. A Catalunya el bestiar oví té diversos noms, segons les zones i el tipus d'animal. Com escriu Josep Pla, a l'Empordà en diuen xai, a Barcelona, be, i els literats, anyell. Hi ha quatre tipus de carn d'oví, en ordre creixent d'edat i pes de l'animal: lletó, anyell, pasqual i oví major. La quantitat i la distribució del greix, el color de la carn i la consistència en determinen la qualitat. Segons el mateix Pla, el xai pot ser molt bo, però a vegades és immenjable quan està mal alimentat perquè “xaieja” i té un gust de llana i vellesa.

## Races d'ovella de carn
L'ovella domèstica és una espècie molt estesa i criada principalment per la seva llana, carn, llet i pell. L'espècie s'ha desenvolupat en multitud de races, adaptades per a diferents propòsits en entorns diversos que van des de les zones altes fredes i humides del nord d'Europa fins a les zones àrides d'Àfrica, Àsia i Australàsia. Les ovelles són principalment animals que pasturen i es crien en una àmplia gamma de sistemes de producció a tot el món, sovint reflectint-ne les condicions ambientals i el context socioeconòmic predominants.
|           | raça                 | origen                            | producció càrnia                       | prolificitat                              | mida de les canals                             | conformació                                   | carn-llet |
| --------- | -------------------- | --------------------------------- | -------------------------------------- | ----------------------------------------- | ---------------------------------------------- | --------------------------------------------- | --------- |
| Món       | Berrichon du Cher    | França                            | precoç.                                | baixa: 1,30 xais/part                     | mitjanes                                       | bona                                          | c         |
|           | Suffolk              | Anglaterra                        | estacional.                            | mitjana: 1,55 xais/part                   | grans                                          | bona                                          | c         |
|           | Charmoise            | França                            | bestiar selecte i rústic alhora        | baixa: 1,15 xais/part                     | petites                                        | bona conformació i qualitat (poc os).         | c         |
|           | Texel                | Holanda                           | normalment estacional                  | mitjana: 1,60 xais/part                   | grans                                          | bona                                          | c         |
|           | Milchschaf o frisona | Alemanya                          | molt precoç (primer part a 1 any)      | alta: 2,00 xais/part amb creixement ràpid | canals poc conformades                         | poc múscul                                    | c-ll      |
|           | Lacaune              | França                            | precocitat sexual i poc estacional     | mitjana: 1,60 xais/part                   | canals de conformació mitjana                  | xai lletal (12 kg) o xai pasqual (25 kg PV)   | c-ll      |
|           | Sarda                | Sardenya (Itàlia)                 | precocitat sexual i no estacional      | mitjana: 1,50 xais/part                   | conformació de la canal pobra                  | xais lletals (10 a 12 kg PV)                  | c-ll      |
|           | Awassi               | Israel                            | poc precoç                             | baixa: 1,15 xais/part                     | petites i de baix rendiment                    | xai lletó (45% de rendiment)                  | c-ll      |
| Península | Navarresa            | Comunitat foral de Navarra        | alta ferilitat                         | alta                                      | xai lletó de 14 kg PV. Venut a peces           | “ternasco” de 26 kg PV. Venut sencer          | c         |
|           | Aragonesa            | Aragó                             | polièstrica, precocitat sexual mitjana | baixa: 1,20 xais/part                     | “ternasco”, 16-24 kg PV i un RC del 50%        | carn molt apreciada, tendre, fina i poc greix | c         |
|           | Segurenya            | Serres i valls del riu Segura     | precocitat sexual mitjana.             | baixa-mitjana: 1,35 xais/part             | rendiment a la canal mitjà (51%)               | molt bona qualitat organolèptica              | c         |
|           | Ripollesa            | Prepirineu i pirineu de Catalunya | polièstrica. Cubricions tot l’any      | mitjana: 1,50 xais/part                   | canals petites, tendència a l’engreix          | ones qualitats organolèptiques                | c         |
|           | Castellana           | Conca del riu Duero               | precocitat mitjana                     | mitjana-baixa: 1,25-1,35 xais/part        | rendiment canals 50%                           |                                               | c-ll      |
|           | Manxega              | Regió de La Manxa                 | precocitat baixa                       | mitjana: 1,55 xais/part                   | rendiment canal: 55% en lletó i 50% en pasqual |                                               | c-ll      |

## Talls

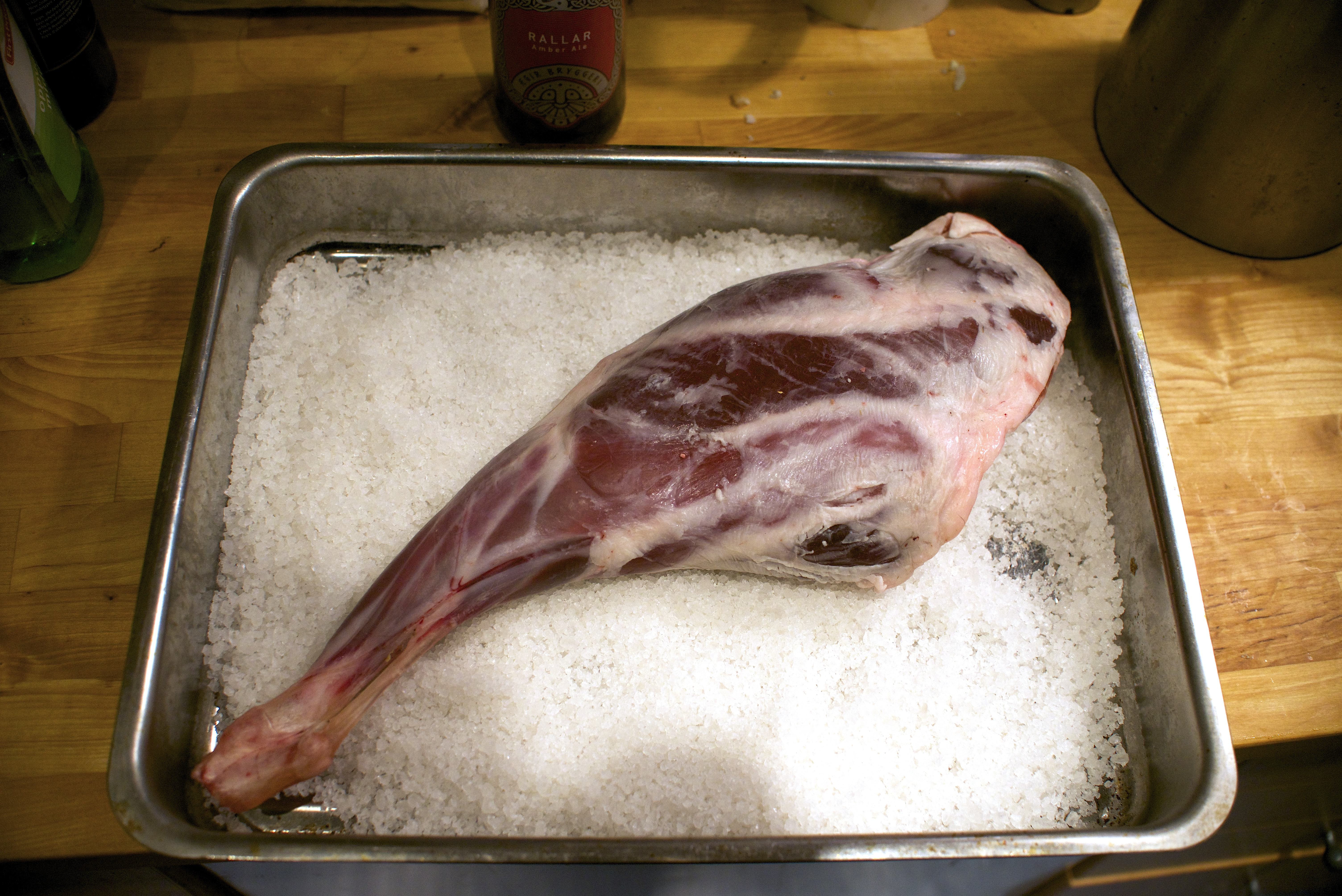
Cuixa de xai a punt de cuinar

- Cuixa. Correspon a les potes del darrere Tall molt apreciat de l’animal, ja que és tendre i extremadament versàtil en els seus usos culinaris, com rostits, guisats i al forn.
- Costelles. Tall amb os de les peces del costellam. Considerat de categoria extra. Sovint per rostir, a la brasa, al forn, a la planxa, estofades o fregides.
- Costellam “french rack”. Aquest tall se situa a la part inferior del llom, on sobresurten les costelles.
- Espatlla. Tall procedent de les potes davanteres. Conté una major porció de greix que altres talls, per la qual cosa la seva carn és tendra i excel·lent per rostir sencera.
- Pit. És la part es troba entre el coll i l’espatlla, conservant una porció important del greix. Aquest tall és ideal per fer ragú o estofat.
- Coll. El coll de xai és la part que segueix des de les costelles cap al coll. Conté os i greix. Es pot fer tallat a filets, en daus i en tros sencer.
- Collarets. Són rodanxes de carn procedent del coll, amb os i no molt gruixudes. Es pot presentar com a rodanxes senceres o mitges rodanxes. Aquesta carn és molt saborosa a causa del greix que presenta, i queda perfecta guisada o a la planxa.[9]
- Falda. És una part allargada que va del coll a la cuixa per la part inferior del xai, que té una part d'os procedent de les costelles (excepte a Catalunya, on les costelles es tallen amb la barnilla molt llarga i el pit es queda sense os). D'aquesta tira llarga se n'escapcen les puntes de pit i la part sense os, la corresponent al ventre, i queda una peça rectangular que han anomenat xurrasco, que es pot cuinar sencera a la brasa com els costellams de porc o al forn.[10]
- Mitjanes.Les mitjanes de xai es treuen del llom de l'animal. Juntament amb les costelles són les millors parts per coure a la brasa.
- Palpís. Tall transversal de la part mitjana i baixa de la cuixa (extremitat posterior) del xai, fins que s'arriba al braó, i que, per l’estructura, té menys os i és més fàcilment eliminable que la costella. En concret, té una petita part d’os a la part central (excepte quan passem per l’articulació). Però aquest ós està tallat, cosa que pot fer estelles, que convé controlar. És de carn melosa i té poc greix, que, quan n’hi ha, se situa per sota de la pell.[11]
- Cap. A les carnisseries especialitzades el trobem pelat, net i partit en dues meitats.
- Cua. Normalment cuinada en estofats i cassoles.
- Braons. El braó és la part anterior al peu o mà, tant de l’espatlla com de la cuixa. Conté nervis que fan que la carn quedi molt melosa. Les parts més tendres es poden fer-la a la brasa/planxa. Es pot demanar desossat.
- Mans. manetes o peus. Abans de cuinar-los, cal coure'ls durant 45 minuts aproximadament, fins que la carn es separi de l'os.

## Menuts

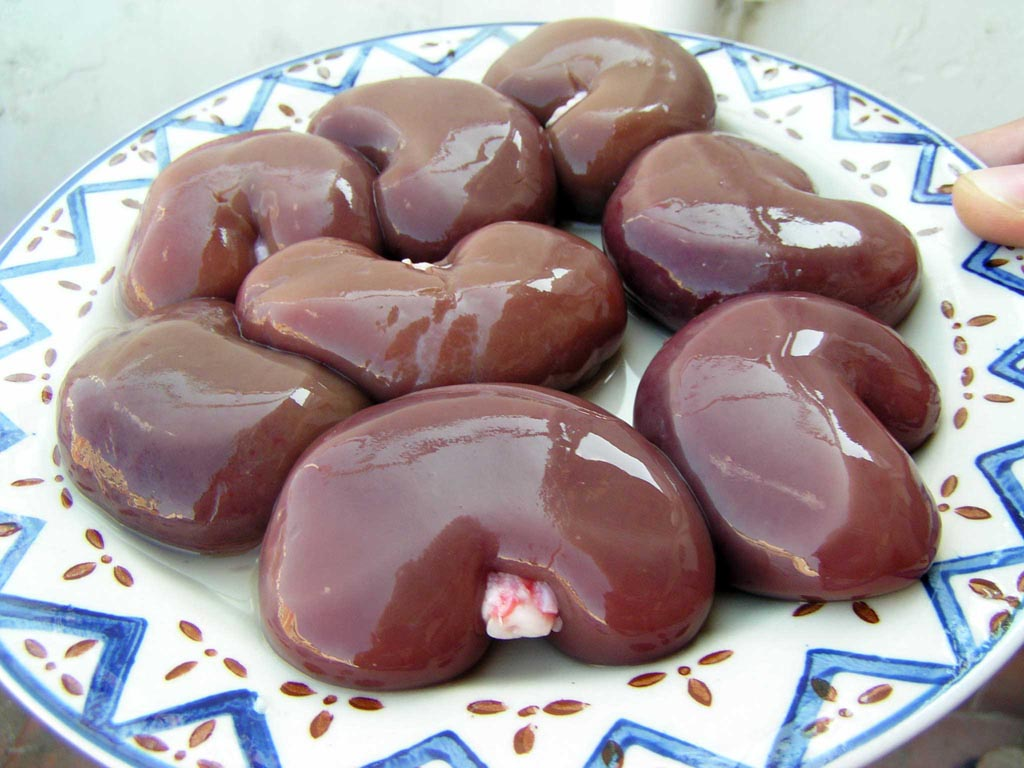
Ronyons d'ovella

La carn d´oví, com d´altres, es distingeix a la carnisseria entre extra, primera, primera B, segona A, segona B i tercera: no obstant, aquesta classificació té poc a veure amb l'interès gastronòmic i més amb el preu. Així, la "segona" (pit, vena de coll) és la més apta i melosa per a guisar: xai amb samfaina, xai amb pèsols i el tombet valencià. Els menuts són la base de molts plats de la cuina tradicional com el freginat, el frit, la sang i perdiu, la pota i tripa, el cap al forn, el fetge amb all i julivert, els ronyons saltats i els bunyols de cervell.
Al costat de les receptes clàssiques de cuixa de xai o costelles de xai hi ha altres altres receptes per a cada trosset de l'animal que es pot menjar. Les "patates fregides de xai", per exemple, que de fet són testicles i es consideren una delícia en molts països. El haggis escocès s'elabora amb les entranyes d'ovella (fetge, pulmons i cor) cuites dins de l'estómac d'una ovella. La cuina marroquina i algeriana utilitzen el cap d'ovella preparat al forn.
- Perdiu "freixura" Pulmons de l'animal[14]
- Tripa: Les tripes o els budells són, en un context gastronòmic, un tipus de menut procedent de l'estómac d'alguns animals de granja, a la cuina catalana típicament el xai o la vedella.
- Fetge: El fetge de mamífers i aus sovint és consumit com a aliment pels éssers humans. Els fetges d'animals són rics en ferro i vitamina A. La preparació més coneguda és el fetge amb ceba.
- Ronyons. Convenient nets i preparats constitueixen un plat adoptat per la cuina internacional com el "ronyons al xerès". Plat principal, aperitiu o tapa d'aprofitament i en la restauració de qualitat.
- Cervell. Durant molts anys el cervell de xai es va reservar per als avis de la casa o per al més petits. Amb una gran quantitat de proteïnes.
- Turmes: Les turmes són en gastronomia els testicles dels animals. El mot turma també designa en general anatòmicament el testicle d'animal.
- Corones: Les corones són una menja tradicional a diverses comarques de Catalunya i de l'Aragó, on en diuen madejas. S'elaboren amb les tripes i els intestins de les ovelles i xais.
- Sang. Cuinada amb diferents receptes: sang i perdiu, sanganhèta, freginat, sang i fetge i altres plats. També usada com a ingredient en l'elaboració d'embotits.

## Elaborats
- Girella. La girella és de textura granelluda i té un gust particular en què s'hi nota, naturalment, el xai. Com que té una història comercial curta i a cada casa la feien a la seva manera, es troben girelles ben diferents. La pasta de la seva girella està feta a base de pulmó, cor, cap, coll i prims de xai. Sovint també s'hi afegeix una part de porc, concretament de cansalada curada o semicurada, que és el que antigament sempre hi havia al rebost i que serveix per a alleugerir l’olor de xai i donar-hi una aroma més atractiva. La pasta també porta pa, arròs, alls, julivert, sal i pebre.[15] La girella és un producte els orígens del qual sembla que es remunten al segle xvi, i segons la gent del país, “encara conserva tot el regust de la cuina de muntanya, de lenta elaboració i esmerçat tracte”; antigament era l’àpat de les grans ocasions i avui en dia el seu consum encara es considera sinònim de celebració o festa gran.[16]
- Cecina o el "pernil de xai". És una carn curada, adobada amb sal, fumada i envellida que es fa amb carn de la cuixa dels animals.
- Botifarra negra d'ovella o botifarra de be. És un embotit cuit elaborat amb la sang i el menuts del xai. Típica al Camp de Tarragona i al Priorat, fruit com sempre de la necessitat d’aprofitar al màxim els recursos dels quals antigament disposaven les cases de pagès, que després de consumir les carns de l’animal utilitzaven la sang i les vísceres per a elaborar la botifarra de corder o de mandongo, tot i que a Móra d’Ebre i a la Ribera d’Ebre hi ha varietats elaborades sense sang. Per a la seva elaboració s'utilitzen alguns retalls de carn, però sobretot les freixures, el fetge i la sang del corder. També s'hi afegeix una mica de cansalada, en alguns casos ous i pa i s'amaneix amb sal i pebre, i antigament amb matafaluga i fonoll.[16][17]

## Propietats i nutrients
- Rica en ferro: Com a carn vermella, el xai conté molt més ferro que altres fonts de proteïnes com el pollastre o el peix. A més a més, conté ferro "hemo" diferent del ferro que es troba en el vegetals. El ferro hemo és la forma més absorbible de ferro, de manera que consumir carn vermella com la del xai, pot ajudar a millorar i a prevenir la deficiència de ferro i l'anèmia.
- Font de vitamina B: L'Oficina dietètica de l'Institut Nacional de Salut (EUA) conclou que entre l'1,5% i el 15% de les persones residents als Estats Units tenen deficiència de vitamina B12. Altres estudis, com el publicat per l'American Journal of Clinical Nutrition l'any 2000, indiquen que aquesta xifra podria ser encara més alta, arribant al un 39% de la població que patiria la deficiència vitamínica. La carn d'ovella és una font de B12. Només 85 g de carn de xai proporcionen la meitat dels requeriments diaris de B12. També conté altres vitamines B essencials, com ara la vitamina B6, niacina (vitamina B3), riboflavina (vitamina B2) i àcid pantotènic (vitamina B5). La vitamina B12, com altres vitamines del grup B, ajuden el sistema nerviós a funcionar correctament i garanteixen que les cèl·lules nervioses es mantinguin en bon estat.
- Sistema immunitari: La carn aporta zinc, element que reforça el sistema immunitari, només 85.04 g de carn contenen 4,4 mg de zinc, que és el 30% del valor diari. El zinc és absolutament essencial per a una salut i immunitat òptimes, afavoreix la cicatrització de les ferides, la síntesi d'ADN i les proteïnes, i és bo per al creixement i desenvolupament dels infants.
- Actius antiinflamatoris: Una part important del greix són els àcids grassos omega-3, amb propietats antiinflamatòries. La carn de l'ovella de pastura proporciona als seus consumidors àcid linoleic compost. S'ha demostrat que aquest àcid gras afavoreix la pèrdua de greix corporal i millora la massa muscular.
- Font de proteïnes: Conté moltes proteïnes vitals, només una porció de 85 g de carn de xai conté més de 23 grams de proteïna. La proteïna subministra al cos combustible de combustió lenta. També ajuda a construir, reparar i mantenir la massa muscular.[2]

| CARN D'OVELLA/XAI de pastura cuinada(nutrients i elements trobats a The Food Processor, ESHA Research, Salem, Oregon, EUA) |                                        |                                        |
| (113.40 g) | calories 310 índex glicèmic: molt baix | calories 310 índex glicèmic: molt baix |
| MACRONUTRIENTS I CALORIES                                                                                                  |                                        |                                        |
| nutrient | quantitat                              | valor diàri (%)                        |
| Proteïnes | 25.57 g                                | 51                                     |
| Carbohidrats | 0.00 g                                 | 0                                      |
| Greixos | 23.13 g                                | 30                                     |
| Fibra alimentària | 0.00 g                                 | 0                                      |
| Calories | 310.45                                 | 17                                     |
| Greixos |                                        |                                        |
| Monoinsaturats | 10.98 g                                |                                        |
| Poliinsaturats | 0.54 g                                 |                                        |
| Saturats | 11.61 g                                |                                        |
| Calories del greix | 208.17                                 |                                        |
| Calories del geix saturat                                                                                                  | 104.51                                 |                                        |
| Colesterol | 107.73 mg                              |                                        |
| Aigua | 59.53 g                                |                                        |
| MICRONUTRIENTS |                                        |                                        |
| nutrient | quantitat                              | valor diàri (%)                        |
| Vitamines hidrosolubles |                                        |                                        |
| Vitamines complex-B |                                        |                                        |
| Vitamina B1 | 0.11 mg                                | 9                                      |
| Vitamina B2 | 0.27 mg                                | 21                                     |
| Vitamina B3 | 8.05 mg                                | 50                                     |
| Vitamina B3 (equivalents de niacina)                                                                                       | 13.04 mg                               |                                        |
| Vitamina B6 | 0.12 mg                                | 7                                      |
| Vitamina B12 | 2.51 mcg                               | 105                                    |
| Biotina | 1.13 mcg                               | 4                                      |
| Colina | 100.24 mg                              | 24                                     |
| Àcid fòlic | 21.55 mcg                              | 5                                      |
| Àcid Pantotènic | 0.74 mg                                | 15                                     |
| Vitamines liposolubles |                                        |                                        |
| Vitamina A (Retinoides i Carotenoides)                                                                                     |                                        |                                        |
| Vitamina A (unitats internacionals)                                                                                        | 340.23 UI                              |                                        |
| Vitamina A (retinol actius equivalents)                                                                                    | 17.12 mcg (RAE)                        | 2                                      |
| Retinol mcg (retinol equivalents)                                                                                          | 34.23 mcg (RE)                         |                                        |
| Vitamina D |                                        |                                        |
| Vitamina D (unitats internacionals)                                                                                        | 2.27 UI                                | 1                                      |
| Vitamina D mcg | 0.11 mcg                               |                                        |
| Vitamina E |                                        |                                        |
| Vitamina E mg Alpha-Tocopherol Equivalents (ATE)                                                                           | 0.98 mg (ATE)                          | 7                                      |
| Vitamina E International Units (IU)                                                                                        | 1.47 IU                                |                                        |
| Vitamina E mg | 0.98 mg                                |                                        |
| Vitamina K | 5.33 mcg                               | 6                                      |
| MINERALS |                                        |                                        |
| nutrient | quantitat                              | valor diàri (%)                        |
| Calci | 20.41 mg                               | 2                                      |
| Coure | 0.13 mg                                | 14                                     |
| Ferro | 2.40 mg                                | 13                                     |
| Magnesi | 26.08 mg                               | 6                                      |
| Manganès | 0.02 mg                                | 1                                      |
| Mol·libdè | 3.86 mcg                               | 9                                      |
| Fòsfor | 204.12 mg                              | 29                                     |
| Potassi | 278.96 mg                              | 6                                      |
| Seleni | 27.90 mcg                              | 51                                     |
| Sodi | 72.57 mg                               | 5                                      |
| Zinc | 3.87 mg                                | 35                                     |
| ÀCIDS GRASSOS |                                        |                                        |
| nutrient | quantitat                              | valor diàri (%)                        |
| Omega-3 | 0.16 g                                 | 7                                      |
| Omega-6 | 0.38 g                                 |                                        |
| Monoinsaturats |                                        |                                        |
| Palmític | 0.78 g                                 |                                        |
| Oleic | 9.85 g                                 |                                        |
| Poliinsaturats |                                        |                                        |
| Linoleic | 0.37 g                                 |                                        |
| Linoleic compost | 0.03 g                                 |                                        |
| Linolenic | 0.14 g                                 |                                        |
| Àcid araquidònic | 0.01 g                                 |                                        |
| Eicosapentaenoic (EPA) | 0.01 g                                 |                                        |
| Docosapentaenoic (DPA) | 0.01 g                                 |                                        |
| Saturats |                                        |                                        |
| Àcid capric | 0.07 g                                 |                                        |
| Àcid lauric | 0.11 g                                 |                                        |
| Àcid tetradecanoic | 1.05 g                                 |                                        |
| Palmitic | 5.85 g                                 |                                        |
| Esteàric | 3.67 g                                 |                                        |
| AMINOÀCIDS |                                        |                                        |
| nutrient | quantitat                              | valor diàri (%)                        |
| Alanina | 1.54 g                                 |                                        |
| Arginina | 1.52 g                                 |                                        |
| Àcid aspàrtic | 2.25 g                                 |                                        |
| Cisteïna | 0.31 g                                 |                                        |
| Glutamina | 3.71 g                                 |                                        |
| Glicina | 1.25 g                                 |                                        |
| Histidina | 0.81 g                                 |                                        |
| Isoleucina | 1.23 g                                 |                                        |
| Leucina | 1.99 g                                 |                                        |
| Lysine | 2.26 g                                 |                                        |
| Metionina | 0.66 g                                 |                                        |
| Fenilalanina | 1.04 g                                 |                                        |
| Prolina | 1.07 g                                 |                                        |
| Serina | 0.95 g                                 |                                        |
| Treonina | 1.09 g                                 |                                        |
| Triptòfan | 0.30 g                                 |                                        |
| Tirosina | 0.86 g                                 |                                        |
| Valina | 1.38 g                                 |                                        |
| altres |                                        |                                        |
| nutrient | quantitat                              | valor diàri (%)                        |
| cendra | 1.32 g                                 |                                        |

## Història
Les ovelles van ser dels primers animals domesticats pels humans, ara fa més de 10.000 anys. La domesticació de les ovelles, probablement, va començar a l'Orient Mitjà, a l'actual Turquia, com a font d'aliments i llana. Les ovelles es van anar introduint i escampant per moltes regions del món. Els romans van introduir ovelles a Gran Bretanya ara fa més de 2.000 anys. Les ovelles es van introduir al continent americà a l'inici del segle xvi, quan els exèrcits de l'explorador espanyol Hernán Cortés van portar ovelles en les seves expedicions.
El més apreciat per les primeres civilitzacions no era la carn, sinó la seva llana. A Babilònia, Sumèria i Pèrsia, la cria d'ovelles per la llana es va convertir en una indústria important fins al punt que els ramats d'ovelles es van utilitzar com a mitjà d'intercanvi entre països que es dedicaven al bescanvi.
En la mitologia grega, el velló de les ovelles, conegut com "el velló d'or", en el mite de Jàson i els argonautes. Des de l'antiguitat, el xai ha estat considerat com un símbol religiós. S'utilitzava habitualment com a sacrifici i símbol de sacrifici en moltes religions, inclòs el judaisme. A molts països, el xai és un plat tradicional de Pasqua en commemoració de l'Últim Sopar.
Des de l'antiguitat, les ovelles i els xais eren sacrificats als déus i van adquirir el valor simbòlic d'una víctima innocent. Des d'aleshores, la carn de xai ha estat sovint una delícia servida com a expressió de benvinguda. Ha aparegut en banquets i celebracions i en ocasions especials de la vida de les persones, com ara naixements, circumcisions i casaments. Entre els segles XV i XVII, els aristòcrates europeus van preferir la vedella. La carn ovina encara és popular avui dia, tot i que els hàbits alimentaris varien d'una regió a una altra. A Europa, es menja principalment als països mediterranis i a les illes Britàniques. A França, el consum va de baixa, sobretot entre la generació més jove. Per contra, la demanda ha anat augmentant a Àsia en els darrers anys.
El Costumari català, de Joan Amades, explica que per Pasqua es menjava anyell, antigament immolat a les divinitats que regien les pastures i els ramats. També indica que aquesta va ser la primera festa dels cristians, però el costum ja fa temps que ha perdut força a Catalunya. Es diu que al Sant Sopar segurament es va servir i menjar be pasqual. Tot plegat ve de lluny. A l'èxode, Jahvè institueix la Pasqua i diu a Moisès i Aaron que en aquest dia la comunitat d'Israel mengi carn rostida d'anyell o de cabrit.

## Consum mundial
El xai és un element bàsic a les cuines de tot el món, com ara Turquia, Grècia, Nova Zelanda, Austràlia, Àfrica i països de l'Orient Mitjà. Als EUA, el consum per càpita de xai és molt més baix que a la resta del món, amb una mitjana de 0,44 kg per any. Per contra, el consum mundial és de 1,81 kg per persona/any de mitjana. El consum a Àfrica és de 2,49 kg per persona/any i el consum a Austràlia i Nova Zelanda és de 5,80 i 2,89 kg per persona/any. Els Estats Units van produir uns 73,02 milions de kg de xai el 2011. Austràlia, amb 70 milions de caps d'ovelles, i Nova Zelanda, amb 32 milions de caps, conjuntament exporten més carn d'ovella que qualsevol altre país.
| país         | consum kg/persona/any |
| ------------ | --------------------- |
| Kazakhstan   | 8,748                 |
| Austràlia    | 5,809                 |
| Turquia      | 4,156                 |
| Aràbia Saudí | 4,120                 |
| Noruega      | 3,986                 |
| Iran         | 3,965                 |
| Regne Unit   | 3,814                 |
| R.P. Xina    | 3,615                 |
| Nova Zelanda | 2,891                 |
| Sud-àfrica   | 2,553                 |
| Pakistan     | 1,958                 |
| Nigèria      | 1,615                 |
| Israel       | 1,595                 |
| Rússia       | 1,314                 |
| Malàisia     | 1,272                 |
| Suïssa       | 1,114                 |
| Argentina    | 0,984                 |
| Perú         | 0,946                 |
| Canadà       | 0,914                 |
| Mèxic        | 0,543                 |
| Paraguai     | 0,469                 |
| Etiòpia      | 0,456                 |
| Estats Units | 0,432                 |

El consum de carn d'ovella i cabra per càpita té una tendència a disminuir durant els darrers 40 anys. Tanmateix, els canvis ètnics en les poblacions poden provocar un augment de la demanda de carn d'ovella i cabra en alguns països, especialment en aquells amb un gran nombre d'immigrants musulmans. Els patrons específics de consum i les preferències per a la carn d'ovella i cabra depenen de l'origen cultural i tradicional i de l'estatus socioeconòmic de la comunitat. També els paràmetres de qualitat (sabor, olor) afecten l'ús i els costums de les poblacions. A l'Àsia central i sud-oriental, la carn d'ovella no agrada generalment pel seu fort sabor i olor, mentre que a l'Orient Mitjà i el nord d'Àsia, la gent consumeix una gran quantitat de carn d'ovella. A Amèrica del Nord el fort sabor de la carn en limita el seu consum. A l'Àfrica, el consum d'animals adults és popular, mentre que a Oceania l'ovella és una part important de la dieta. A Europa, tot i que hi ha una cuina tradicional de carn d'ovella, els productes amb un fort sabor no són els preferits especialment pels joves.

## Producció mundial
|                                     | Austràlia | Nova Zelanda | Unió Europea (27) | Regne Unit | Xina  | Índia | Pakistan | Estats Units |
| ----------------------------------- | --------- | ------------ | ----------------- | ---------- | ----- | ----- | -------- | ------------ |
| Ramaderia (milions de caps)         | 64,0      | 26,2         | 64,7              | 33,8       | 163,5 | 74,3  | 30,9     | 5,2          |
| Producció de carn (milers de tones) | 650       | 411          | 661               | 287        | 5.001 | 743   | 481      | 74           |

La producció de carn d'ovella al món va arribar als 9.885.475 de tones el 2020, augmentant de 5,63 milions de tones des del 1971 i creixent a una taxa mitjana anual de l'1,18%. Es preveu que el consum mundial de carn d'ovella creixi de mitjana un 1,4% anual fins al 2024 (OCDE-FAO 2020), en gran part pel creixement dels ingressos als mercats en desenvolupament. En relació al 2020, s'espera un consum mundial creixent de carn d'ovella de 895.000 tones el 2024 [...]. Es preveu que el consum mundial de carn es mantingui estable en el 4,8% durant els propers cinc anys. Els preus mundials de la carn d'ovella han anat creixent respecte de la carn de vedella, de porc i les aus, i es preveu que es mantinguin durant la propera dècada.

### Producció a la Unió Europea
La producció de carn d'ovella es va estabilitzar i augmentar durant l'any 2017. La zona UE no s'autoabasteix de carn d'ovella on el consum supera les capacitats de producció. Es preveu l'augment modest de la producció durant la propera dècada però caldrà importacions de més de 200.000 tones de carn d'ovella per any. El Regne Unit era el major productor de carn d'ovella mentre era a la UE i representava un terç de la producció, seguit d'Espanya i França. Els principals països productors: Regne Unit: 33%; Espanya: 14%; França: 12%; Grècia: 11%; Irlanda: 7%; Romania: 6%; resta: 17%.

### Producció i consum a Catalunya
L'any 2020 a Catalunya es van sacrificar 1.136.757 caps d'oví, dels quals 9.704 eren ovelles i 1.127.053 eren xais, amb una producció en canals de 187 i 14.902 tones respectivament. El consum directe va arribar a les 14.091 tones, 194 pel que fa a la carn d'ovella i 13.898 a la de xai. El consum industrial total va ser de 1.008 tones, 3,0 tones de carn d'ovella i 1.005 de xai.